# Quai Ferdinand-Favre
Le quai Ferdinand-Favre est un quai de Nantes, en France.

## Situation et accès
Située dans le quartier centre-ville de Nantes, sur la rive occidentale du canal Saint-Félix, au débouché de l'Erdre, la voie débute au niveau du quai Magellan pour conduire au quai Malakoff. Elle rencontre la rue de la Biscuiterie, le square Jean-Heurtin, les rues Lefèvre-Utile, de Valmy et de Bitche.

## Origine du nom
Son nom a été attribué en l'honneur de Ferdinand Favre, industriel, député et maire de Nantes.

## Historique
Au XIXe siècle, des plans concernant ce qui est la limite orientale de la prairie de la Madeleine commencent à être élaborés, en vue de son urbanisation. Celle-ci ne démarre réellement qu'avec l'implantation de la manufacture de biscuits Lefèvre-Utile qui borde alors la majeure partie du quai.
Puis un « champ de Mars » est aménagé dès 1893, dont le quai forme la limite est. La partie orientale de cet espace est occupée par un « parc des Sports », dont le permis de construire fut délivré par la mairie le 29 juillet 1911. Celui-ci comportait un terrain de football et une piste de cyclisme. Ce stade équipé de tribunes couvertes (un luxe pour l'époque) permettait d'assister aux matchs de football et de rugby. Il connaîtra les plus belles heures du Stade nantais UC. Ces installations sportives seront démolies en 1937, lors de travaux de réaménagement du Champ de Mars.
Par délibération du conseil municipal du 3 juin 1957, le quai est classé dans la voirie publique.
En 1986, l'usine LU ferme et on décide le transfert de la production sur le nouveau site de La Haie-Fouassière, le site nantais est alors désaffecté, avant qu'il ne soit racheté par la ville en 1995. La partie sud des bâtiments de la biscuiterie est alors rasée pour laisser la place à un ensemble immobilier bâti autour du nouveau cours du Champ-de-Mars abritant notamment le siège de Nantes Métropole dont la façade Est donne sur le quai, tandis que la partie nord est conservée et réhabilitée pour accueillir Le Lieu unique.
En 1992, le centre des congrès (ou « La Cité, Nantes Events Center ») prend place sur le site de l'ancien « parc des sports », à proximité du pont de Tbilissi inauguré quelques années auparavant.
Aujourd'hui, quelques sections du quai sont piétonnières. De plus, lorsque le temps s'y prête, les quelques cafés et restaurants qui s'y trouvent (notamment ceux du « Lieu unique ») investissent ce domaine public en y installant des terrasses en plein-air, à l'ombre des arbres qui bordent le quai.